# ハイチ共和国 (1859年-1957年)

ハイチ共和国
République d’Haïti（フランス語）
Repiblik d Ayiti（ハイチ語）

国歌: La Dessalinienne（フランス語）
デサリーヌの歌

ハイチ共和国（ハイチきょうわこく、フランス語: République d’Haïti、ハイチ語: Repiblik d Ayiti）は、1859年から1957年までハイチに存在した国家。
政治闘争や6人の大統領の殺害と亡命、アメリカ合衆国のハイチ占領やデュヴァリエ一家の権力掌握といった様々な出来事が起こった、ハイチに於ける波乱に満ちた時代である。